# Monstrum z Montauku
Monstrum z Montauku je doposud neidentifikovaný druh živočicha, který byl nalezen mrtev na pláži poblíž Montauku v New Yorku v červenci 2008. Původ živočicha a pravdivost příběhů, které jej obklopují, je předmětem nevyřešených sporů a spekulací. O existenci živočicha informovaly také velké zpravodajské televizní stanice jako CNN a Fox News. Dle konsensu odborníků se však jedná zřejmě o mývala.